# Archimonocelis mediterranea
Archimonocelis mediterranea är en plattmaskart som beskrevs av Meixner 1938. Archimonocelis mediterranea ingår i släktet Archimonocelis och familjen Archimonocelididae. Inga underarter finns listade i Catalogue of Life.